# Fluorokinolonok
Széles spektrumú, baktericid hatású antibiotikumok. A baktériumok DNS szintézisét gátolják.
Jelenlegi fejlesztési stádiumúak, a 4. generációs fluorokinolonok. A 4. generációs szerek hatásspektruma a Gram-negatív, a Gram-pozitív és az anaerob baktériumokra is kiterjed. A gyomor-bél rendszerből történő felszívódásuk jó, parenterálisan is alkalmazhatók. Eliminációjuk lassú, emiatt az adagolásuk napi egy, vagy kétszeri.